# PN-övergång

Vid en pn-övergång uppstår genom diffusion laddade områden med ett starkt elektriskt fält från det positivt laddade skiktet i n-området till det negativt laddade skiktet i p-området. Fältet svepar bort alla laddningsbärare och ett utarmningskikt (spärrskikt) uppstår.

En PN-övergång bildas där n-dopade och p-dopade halvledare kommer i kontakt. Termen övergång syftar på området där de olika halvledartyperna möts. Den kan betraktas som gränsområde mellan de n- och p-dopade områdena i bilden.
PN-övergångar har några intressanta egenskaper som har användbara tillämpningar i modern elektronik. P-dopade halvledare är relativt konduktiva och detsamma gäller för N-dopade dito, men övergången mellan dem är icke-konduktiv. Detta icke-konduktiva områden kallas spärrskikt och uppstår därför att de elektriska laddningsbärarna i de P- och N-dopade halvledarna (hål respektive elektroner) attraherar och eliminerar varandra i en process som kallas rekombination. Genom att manipulera spärrskiktet kan man få PN-övergången att fungera som en diod: elektriska kretsar som leder ström i en riktning men inte i den motsatta. Denna egenskap kan förklaras med hjälp av förspännings- och backspänningseffekter. 
I vanliga dioder används PN övergångar men även PNP och NPN övergångar används till framförallt bipolära transistorer.